# Musculus flexor carpi ulnaris
De musculus flexor carpi ulnaris of ulnaire handbuiger is een spier in de onderarm die zorgt voor flexie en adductie van de hand in het polsgewricht.
De spier heeft twee spierkoppen, te weten het caput humerale, dat zijn oorsprong kent aan de epicondylus medialis humeri, en het caput ulnare, dat aanhecht aan de mediale zijde van het olecranon van de ellepijp. Langs de spier verlopen de arteria en nervus ulnaris naar distaal. Zijn insertie ligt bij het erwtvormig beentje, vanwaar ligamenten naar het haakvormig beentje en het vijfde middenhandsbeentje voor verdere aanhechting zorgen.
De adductie vormt de belangrijkste taak van de musculus flexor carpi ulnaris. Deze wordt ook wel ulnaire abductie genoemd, ter onderscheiding van radiale abductie, de werkelijke abductie van de hand in het polsgewricht naar lateraal.

## Klinische betekenis
Een zwelling van de musculus flexor carpi ulnaris (door bijvoorbeeld extreme overbelasting of een bloeding) kan leiden tot compressie van de nervus ulnaris en de daarbij passende kliniek. Paresthesieën in de voorarm maar voornamelijk in de pink en de ulnaire zijde van de ringvinger komen dan voor. Bij aanhoudende symptomen kan een chirurgische decompressie een oplossing vormen. In de distale pees van de spier wordt soms een extra handwortelbeentje gezien, het os pisiforme secundarium.